# Лідер думки
Лідер думки — це людина, що відрізняється високим соціальним статусом і кращою інформованістю, який впливає на думку інших людей, інтерпретуючи зміст і сенс повідомлень засобів масової інформації. Термін з'явився в 1955 році в книзі «Приватний вплив» і виходить з теорії двоступеневого потоку комунікації, висунутої Полом Лазарсфельдом і Еліу Кацем . Також в розробку поняття внесли вклад такі дослідники як Р. Мертон, Ч. Райт Міллс і Бернард Берельсон. Ця теорія є однією з декількох моделей, що пояснюють механізм передачі інформації широкої аудиторії через фільтр сприйняття впливових в даному суспільстві людей.

## Походження терміна
Одним з найважливіших етапів вивчення впливу ЗМІ на цільову аудиторію стало дослідження П. Лазарсфельда і його колеги з Бюро прикладних соціальних досліджень Колумбійського університету під час президентських виборів в США в кінці 1940-х рр. Лазарсфельд ґрунтувався на емпіричному матеріалі, отриманому в ході Другої Світової Війни, де було виявлено, що солдати більше вірять офіцерам, ніж ЗМІ. Завдання нового дослідження полягала в тому, щоб виявити вплив медіа, про які стверджували У. Липпманом і Г.Лассуелл. Вибірка з 600 сімей показала несподівані результати, які вступали в сперечання з теорією масового суспільства: 53% виборців не змінювали свого рішення і були впевнені у своєму виборі з самого початку передвиборчої кампанії, відповіді 24% були очікувані, виходячи із загальної тенденції; 15% не могли визначитися і голосували по черзі то за одного кандидата, то за іншого; і тільки 8% голосували за кандидата, бувши лояльними до його опонентові. 
Найважливішим підсумком опитувань став висновок про те, що головний вплив мас-медіа — зміцнювати у виборцях впевненість у правильності вже зробленого вибору Додатковий аналіз цієї тенденції показав, що збільшення охоплення цільової аудиторії стало наслідком обговорення цих повідомлень з впливовими, які впливають на суспільну свідомість людей, яких стали називати "лідерами думок". Це послужило поштовхом до створення двоступеневої моделі комунікації , бо одноступенева модель застаріла у зв'язку з з'єднання передачі інформації з передачею впливу цієї інформації на адресата.

## Типи
Ідея П. Лазарсфельда отримала подальший розвиток завдяки Р. Мертону, який в 1948 році в ході дослідження міжособистісного впливу та комунікаційної поведінки населення в невеликому американському місті розмежував два типи лідерів думок, локальний і космополітичний.
Локальними лідерами були люди, які проживають в одній місцевості досить тривалий час, досвідчені в повсякденних справах (кар'єра, виховання, освіту). Саме до них за порадою або консультацією приходять сусіди, друзі та знайомі. У той час як, космополітичні лідери порівняно недавно переїхали в це місто. Вони багато подорожували по світу і володіли багатим закордонним досвідом, отже вони розбиралися в національних і міжнародних проблемах (політика, мода, світовий бізнес). Представники обох типів активно читають пресу, проте «космополіти» вивчають переважно загальнонаціональну пресу, а локальні лідери час від часу переглядають місцеві видання. Правда, типологія Р. Мертона, хоча і зберігає своє значення в умовах локальних спільнот, але в умовах глобалізації, являє швидше історичний інтерес. 
Другою класифікацією був поділ на мономорфних і поліморфних. Мономорфні впливові люди є фахівцями у вузькій області або сфері своєї професійної компетенції, і їх вплив не поширюється на інші сфери прийняття рішень. Другу групу впливових людей заведено називати поліморфними лідерами, бо вони можуть впливати на громадськість в широкому діапазоні областей, користуючись міжособистісними зв'язками і контактами. 

## Характеристики
В опублікованій в 1955 р. книзі Лазарсфельд і його співавтор Катц вказали, що лідери думки існують на всіх рівнях суспільства та у всіх демографічних групах, з чого випливає, що відрізняються вони певними рисами та характеристиками. 
1. Активна життєва позиція 
2. Розгалужена мережа соціальних контактів 
3. Прагнення поширювати корисну інформацію 
4. Впевненість при формуванні тренду 
5. Залученість в процес розв'язання проблем 

## Наслідки для медіа
Внесок П. Лазарсфельда значно вплинув на підхід до подачі медіа матеріалу тому як показав, що мас-медіа не роблять належного ефекту на рівні окремої людини, однак, проникаючи в первинні групи за допомогою особистого спілкування вони впливають на людину і змінюють його думку. Можна виділити три основних зміни. По-перше, при організації комунікаційного процесу з'явилася орієнтація на лідерів думки. По-друге, бажання отримати довіру до свого інформаційного повідомлення призвело до використання принципів міжособистісної комунікації, як якщо люди зверталися за порадою до свого наставника або ж товаришеві. По-третє, повідомлення стали адаптуватися до цільових груп коштом залучення відомих і видатних людей, чия думка має авторитет. 
Подальший розвиток пов'язано з виявленням так званих «факторів-посередників», спираючись на які відбуваються зміни в установках і поведінці людини, наприклад: схильність до сприйняття; приналежність людини до певної групи; вплив групових цінностей і норм. 
Таким чином, опора на «лідерів думок» передбачає орієнтацію на вже наявні в суспільстві соціальні та комунікативні інститути, що дає значно більший ефект, ніж створення нових каналів комунікації. 

## Критика
Хоча двоступенева модель і була великим проривом, деякі аспекти цієї теорії часто піддавалися критиці. Головним недоліком є відсутність припущення про існування людей, що володіють одночасно і якостями лідера думки та звичайного споживача інформації. Наступним фактором є упущення існування "горизонтального процесу обговорення думок".  Лазарсфельд вказує тільки на вертикальний процес, в якому лідери думок покладаються тільки на засоби масової інформації, ігноруючи всі інші джерела, а представники громадськості покладаються тільки на своїх лідерів. Це ж розмежування на увазі ізольовані потоки інформації, попри те, що всі ми отримували відомості взаємопов'язані. 
На важливість інших членів міжособистісної комунікації вказав Дж. П. Робінсон, переключивши основну увагу з центральних елементів комунікації — лідерів думок на існування різних процесів в рамках даної моделі. У ряді робіт було простежено процес поширення інформації, зворотний тому, що вивчається двоступеневої моделі — від " маргіналів " до "лідерів думок. Було виявлено, що завдяки низькому рівню комфортності, люди з периферії здатні адаптуватися до нової інформації швидше інших груп, бо їм не потрібно спеціальної підготовки для того, щоб прийняти ідею. 
Також в дослідженні Вейман передбачається, що бувши маргіналом людина отримує переваги оскільки суспільство накладає на нього певні рольові зобов'язання щодо поширення інформації між групами, що дозволяє йому впливати на поведінку і думка інших людей. 